# Thanh Hằng (nghệ sĩ cải lương)
Thanh Hằng, tên thật là Trần Thị Mỹ Hằng (sinh ngày 12 tháng 2 năm 1962), là một nghệ sĩ cải lương, diễn viên hài, diễn viên điện ảnh người Việt Nam.

## Nghệ thuật
Nghệ sĩ Thanh Hằng được đánh giá là một nữ nghệ sĩ cải lương tài danh của sân khấu cải lương sau giải phóng cùng thời với NSND Ngân Vương, NSƯT Vũ Linh, NSƯT Kim Tử Long, NSƯT Thanh Thanh Tâm, NSƯT Phương Hồng Thủy, NS Tài Linh, NS Phượng Mai, NS Linh Huệ, NS Khánh Linh và vợ chồng NS Linh Tâm - Cẩm Thu. NS Thanh Hằng là một nữ nghệ sĩ rộng sài có thể hóa thân vào nhiều loại vai tuồng như đào thương, đào mùi, đào lẵng mùi, lẵng độc, đào độc, vai mụ. Bà cũng thành công bên mảng hài kịch, điện ảnh các vai diễn của bà đều được thể hiện xuất sắc.
Khi sự nghiệp đang thăng hoa thì cũng là lúc nghệ sĩ Thanh Hằng khiến người hâm mộ thấy bất ngờ khi bà âm thầm rời xa sân khấu để chọn cho mình cuộc sống riêng khá bình lặng. Sau 15 năm sống và làm việc tại nước ngoài, không có quá nhiều các hoạt động nghệ thuật và gần như lùi về phía sau ánh đèn sân khấu. Nghệ sĩ Thanh Hằng cùng các nghệ sĩ Việt Nam thường xuyên tham gia các buổi biểu diễn gây quỹ từ thiện.
Hiện nay, bà đã về nước hoạt động nghệ thuật và làm giám khảo cho rất nhiều chương trình

## Gia đình
Thanh Hằng thuộc về thế hệ thứ tư của đại gia đình Hai Núi – Tư Hélène, một trong năm đại gia đình nghệ thuật tiêu biểu của Việt Nam, vốn có truyền thống nghệ thuật lâu đời:
- Ông cố ngoại: Nghệ sĩ Hai Núi
  - Ông cậu: NS Hề Tỵ
  - Ông cậu: NS Ba Tẹt
  - Ông ngoại: NS Hai Long
  - Bà ngoại: NS Tư Hélène
    - Mẹ: NS Kim Hoa
    - Cha: NS Hương Huyền
      - Em gái: Nghệ sĩ Ngân Quỳnh
      - Em gái: Nghệ sĩ Thanh Ngọc
      - Em gái: NSND Thanh Ngân

## Giải thưởng
- Năm 1982: Giải A1 hội diễn sân khấu chuyên nghiệp toàn quốc với vai Quận chúa - vở Xuân Thăng Long
- Năm 1990: Top 10 diễn viên được yêu thích nhất năm
- Năm 1990: Huy chương vàng tại liên hoan sân khấu toàn quốc (vở Giũ Áo Bụi Đời)
- Năm 1991: Top 15 Vai diễn được yêu thích nhất do khán giả bình chọn
- Năm 1991: Huy chương vàng tại Giải diễn viên xuất sắc Trần Hữu Trang vai Nữ Vương - vở Truyền thuyết tình yêu
- Năm 1997: Giải Mai Vàng với (vai bà Mùi vở Duyên Kiếp)
- Năm 1997: Diễn viên xuất sắc nhất năm
- Năm 2021: Đề cử nữ diễn viên sân khấu được yêu thích nhất Giải Mai Vàng

## Danh sách phim
- Sinh viên và tình yêu lâm lỡ (1991) vai mẹ của Lý Hùng
- Đôi mắt người thương (1992) vai mẹ Dỏm
- Đoạn cuối ở Bangkok (1994) vai mẹ của Minh
- Mênh mông tình buồn (1995) vai Diễm
- Xóm gà (2011) vai Bà Ngọc
- Ra giêng anh cưới em (2015) vai Bà Tám Sumo
- Hương Quê  (2015)  vai  Bà  Hậu
- Lênh đênh phận bạc (2014) vai Bà Thông
- Cha rơi (2014) vai Bà Nguyệt
- Dzìa đi tía ơi (2019) vai Sáu Dung
- Tìm vợ cho bà (2016) vai Bà Nội
- Nếu còn có ngày mai (2018) vai Bà Trung
- Ai Là  người thứ 3 (2019) vai Mẹ của An
- Mẹ Tôi là đàn ông (2020) vai Bà Tám
- Nhất gia bách truyện (2020) vai Bà Hằng
- Về Nhà ăn tết (2021) vai Bà Ngoại
- Sui gia khắc khẩu (2021) vai Bà Tám Điệu
- Tết này có chồng (2022) vai Bà Ba Hùa
- Chị mẹ học yêu 2 (2022) vai Bà Năm
- Tiệm sà bì chưởn (2022) vai Bà Bạch Liên
- Tết đến rồi về nhà thôi 6 (2023) vai Bà Hằng
- Ăn tết miệt vườn (2023) vai Bà Loan
- Bóng  tết  hương nam 3 ( 2023)  vai Mẹ Bé 5
- Chị em  mình  là ba  miền (2023) vai Dì Ba Lí
- Chuyện vui ngày tết  (2023) vai Bà Hạnh
- Tết sum vầy  (2024) vai Bà Ba Chánh

## Danh sách vở diễn
| Năm  | Vở cải lương                         | Vai | |
| ---- | ------------------------------------ | --- | --- |
| 1990 | Lệnh truy nã                         | Mai Chi | Có sự tham gia của Vũ Linh, Ngọc Giàu                                                                      |
| 1990 | Nắm cơm chan máu                     | Sa Lam | Có sự tham gia của Bảo Chung, Hồng Nga, Lệ Thủy, Minh Vương                                                |
| 1990 | Tuyệt tình ca                        | | Với sự tham gia của Minh Vương, Bảo Quốc, Bạch Tuyết, Út Bạch Lan, Phú Quý                                 |
| 1992 | Chàng rể quý                         | Tường Vi                                                                                                   | Với sự tham gia của Bảo Quốc, Bảo Chung, Duy Phương, Hồng Nga, Ngọc Giàu, Kim Phương                       |
| 1992 | Chiêu Quân Cống Hồ                   | Lỗ Kim Định                                                                                                | Với sự tham gia của Vũ Linh, Bảo Quốc , Tài Linh,...                                                       |
| 1992 | Liêu trai chí dị (tập 1)             | Vệ Nương                                                                                                   | Với sự tham gia của Minh Vương, Hồng Nga, Thanh Kim Huệ,...                                                |
| 1992 | Liêu trai chí dị (tập 2)             | Vệ Nương                                                                                                   | Với sự tham gia của Minh Vương, Hồng Nga, Thanh Kim Huệ,...                                                |
| 1992 | Đào hoa khách                        | Hương Lan                                                                                                  | Với sự tham gia của Minh Vương, Linh Tâm, Bảo Quốc,                                                        |
| 1993 | Đời em là bể khổ                     | Lệ Hà | Với sự tham gia của Minh Vương, Linh Tâm, Bảo Chung, Tài Linh, Hồng Nga, Lệ Thủy                           |
| 1993 | Vở hài: Dạm hỏi                      | Tham gia cùng Bảo Quốc, Duy Phương                                                                         | Tham gia cùng Bảo Quốc, Duy Phương                                                                         |
| 1993 | Vở hài: Mộng không thành             | Tham gia cùng Bảo Quốc, Duy Phương                                                                         | Tham gia cùng Bảo Quốc, Duy Phương                                                                         |
| 1993 | Sinh nhật nàng phốc                  | Với sự tham gia của Minh Vương, Linh Tâm, Bảo Quốc, Bảo Chung, Thoại Mỹ, Hồng Nga,...                      | Với sự tham gia của Minh Vương, Linh Tâm, Bảo Quốc, Bảo Chung, Thoại Mỹ, Hồng Nga,...                      |
| 1993 | Mùa hoa anh đào                      | Tham gia cùng Bảo Quốc, Duy Phương                                                                         | Tham gia cùng Bảo Quốc, Duy Phương                                                                         |
| 1993 | Hai phương trời thương nhớ           | Hà | Với sự tham gia của Vũ Linh, Bảo Chung, Tài Linh, Út Bạch Lan,...                                          |
| 1993 | Được tin em lấy chồng                | Mi Mi | Với sự tham gia của Bảo Quốc, Bảo Chung, Tài Linh, Duy Phương, Hồng Nga,...                                |
| 1993 | Chàng ngốc lấy vợ khôn               | Bích Trâm                                                                                                  | Với sự tham gia của Bảo Quốc, Bảo Chung, Tài Linh, Duy Phương, Hồng Nga, Ngọc Giàu, Kiều Lan               |
| 1993 | Vở hài: cướp cô dâu                  | Với sự tham gia của Bảo Chung, Duy Phương                                                                  | Với sự tham gia của Bảo Chung, Duy Phương                                                                  |
| 1993 | Vở hài: Cố vấn tình yêu              | Với sự tham gia của Bảo Chung, Duy Phương                                                                  | Với sự tham gia của Bảo Chung, Duy Phương                                                                  |
| 1993 | Đảo cấm đàn ông                      | Thu | Với sự tham gia của Minh Vương, Lệ Thủy , Diệp Lang, Lệ Thủy, Ngọc Đáng                                    |
| 1993 | Lỡ nhịp cầu duyên                    | Liên | Với sự tham gia của Vũ Linh, Kim Tử Long, Bảo Quốc, Bảo Chung, Tài Linh,..                                 |
| 1994 | Chờ em muôn kiếp                     | Lệ Hoa | Với sự tham gia của Vũ Linh, Ngọc Huyền, Linh Tâm, Ngọc Giàu, Diệp Lang, Trần Kim Lợi                      |
| 1994 | Giọt sương mùa hạ                    | Ngọc Hoa                                                                                                   | Với sự tham gia của Minh Vương, Kiều Mai Lý, Tài Linh                                                      |
| 1994 | Số phận một kiếp người               | Thúy Lan                                                                                                   | Với sự tham gia của Minh Vương, Lệ Thủy, Hồng Nga                                                          |
| 1994 | Đêm đêm nhỏ lệ                       | Nhung | Có sự tham gia của Minh Vương, Linh Tâm, Bảo Quốc, Bảo Chung, Tài Linh,...                                 |
| 1994 | Người tình và quê hương              | Hà | Với sự tham gia của Vũ Linh, Tài Linh, Diệp Lang, Trần Kim Lợi, Dương Thanh, Phương Quang                  |
| 1994 | Hà Bá dạo trần gian                  | Năm Ù | Có sự tham gia của Bảo Chung, Minh Nhí, Tiểu Bảo Quốc, Phú Quý, Hồng Nga                                   |
| 1994 | Té ngửa                              | Hiền | Với sự tham gia của Bảo Quốc, Bảo Chung, Duy Phương, Hồng Nga, Tô Kiều Lan,...                             |
| 1994 | Nước mắt anh hề                      | Đào Phấn Tiên                                                                                              | Với sự tham gia của Bảo Quốc, Bảo Chung, Duy Phương, Hồng Nga, Kiều Lan                                    |
| 1994 | Vở hài: Ông già Đa                   | Với sự tham gia của Thanh Nam, Hồng Tơ, Bảo Chung, Phú Quý                                                 | Với sự tham gia của Thanh Nam, Hồng Tơ, Bảo Chung, Phú Quý                                                 |
| 1994 | Vở hài: Tình nghèo "Nô gút - nô ôke" | Với sự tham gia của Thanh Nam, Hồng Tơ, Bảo Chung, Phú Quý                                                 | Với sự tham gia của Thanh Nam, Hồng Tơ, Bảo Chung, Phú Quý                                                 |
| 1994 | Vở hài: Tranh hôn kén rể             | Với sự tham gia của Thanh Nam, Hồng Tơ, Bảo Chung, Phú Quý                                                 | Với sự tham gia của Thanh Nam, Hồng Tơ, Bảo Chung, Phú Quý                                                 |
| 1994 | Vở hài: Bể dĩa vỡ mộng               | Với sự tham gia của Thanh Nam, Hồng Tơ, Bảo Chung, Phú Quý                                                 | Với sự tham gia của Thanh Nam, Hồng Tơ, Bảo Chung, Phú Quý                                                 |
| 1994 | Vở hài: Anh chàng có duyên           | Với sự tham gia của Minh Nhí, Hữu Châu, Thành Lộc,... Vở hài thuộc tập Minh Nhí lí lắc 3                   | Với sự tham gia của Minh Nhí, Hữu Châu, Thành Lộc,... Vở hài thuộc tập Minh Nhí lí lắc 3                   |
| 1994 | Vở hài: Sạch ruột                    | Với sự tham gia của Minh Nhí, Hữu Châu, Thành Lộc,... Vở hài thuộc tập Minh Nhí lí lắc 3                   | Với sự tham gia của Minh Nhí, Hữu Châu, Thành Lộc,... Vở hài thuộc tập Minh Nhí lí lắc 3                   |
| 1995 | Trái tim cô đơn                      | Ngọc Loan                                                                                                  | Với sự tham gia của Minh Vương, Diệp Lang, Lệ Thủy, Ngọc Giàu, Hồng Nga, bé Bình Tinh                      |
| 1995 | Em là hoa chùm gửi                   | Quế Phượng                                                                                                 | Với sự tham gia của Minh Vương, Hồng Nga, Lệ Thủy                                                          |
| 1995 | Màu lam trong mắt em                 | Sương | Với sự tham gia của Vũ Linh, Thanh Thanh Tâm, Linh Tâm, Hồng Nga, Diệp Lang,...                            |
| 1995 | Vở hài: Gậy ông đập lưng ông         | Với sự tham gia của Minh Nhí, Hữu Nghĩa Vở hài thuộc tập Minh Nhí lí lắc 4                                 | Với sự tham gia của Minh Nhí, Hữu Nghĩa Vở hài thuộc tập Minh Nhí lí lắc 4                                 |
|      |                                      | | |
| 1995 | Ai khóc đời em                       | Hằng | Với sự tham gia của Minh Vương, Linh Tâm, Bảo Quốc, Ngọc Huyền, Thoại Mỹ                                   |
| 1995 | Tuyệt Tình Ca                        | Lan | Phương Quang, Phương Hồng Thủy, Tô Kim Hồng....                                                            |
| 1996 | Khát vọng tình yêu                   | Thùy Dương                                                                                                 | Với sự tham gia của Minh Vương, Linh Tâm, Kim Tử Long, Tài Linh,...                                        |
| 1996 | Đèn khuya                            | Yến | Vũ Linh, Linh Tâm, Chí Linh...                                                                             |
| 1996 | Tình như mây khói                    | Mạnh Sang                                                                                                  | Với sự tham gia của Minh Vương, Kim Tử Long, Tài Linh, Tấn Beo, Kim Phương,...                             |
| 1996 | Số phận nàng dâu                     | Kim Thanh                                                                                                  | Với sự tham gia của Vũ Linh, Linh Tâm, Việt Anh, Tấn Beo, Thoại Mỹ, Hồng Nga, Tài Linh                     |
| 1996 | Vở hài: Làm cha tu hú                | Với sự tham gia của Thanh Nam, Hữu Nghĩa, Minh Nhí,...                                                     | Với sự tham gia của Thanh Nam, Hữu Nghĩa, Minh Nhí,...                                                     |
| 1996 | Vở hài: Gánh nặng vô dang            | Với sự tham gia của Thanh Nam, Hữu Nghĩa, Minh Nhí,...                                                     | Với sự tham gia của Thanh Nam, Hữu Nghĩa, Minh Nhí,...                                                     |
| 1996 | Vở hài: Bợm gặp bợm                  | Với sự tham gia của Thanh Nam, Hữu Nghĩa, Minh Nhí,...                                                     | Với sự tham gia của Thanh Nam, Hữu Nghĩa, Minh Nhí,...                                                     |
| 1996 | Vở hài: Quan tổng nhập               | Với sự tham gia của Thanh Nam, Hữu Nghĩa, Minh Nhí,...                                                     | Với sự tham gia của Thanh Nam, Hữu Nghĩa, Minh Nhí,...                                                     |
| 1997 | Bảo Chung đùa dai                    | Với sự tham gia của Bảo Chung, Tấn Beo, Hữu Nghĩa, Hữu Châu                                                | Với sự tham gia của Bảo Chung, Tấn Beo, Hữu Nghĩa, Hữu Châu                                                |
| 1997 | Vở hài: Ăn đầu heo                   | Với sự tham gia của Thanh Nam, Bảo Chung, Hữu Châu                                                         | Với sự tham gia của Thanh Nam, Bảo Chung, Hữu Châu                                                         |
| 1997 | Vở hài: Đôi bạn vong niên            | Với sự tham gia của Thanh Nam, Bảo Chung, Hữu Châu                                                         | Với sự tham gia của Thanh Nam, Bảo Chung, Hữu Châu                                                         |
| 1997 | Vở hài: Tào lao cách ngôn            | Với sự tham gia của Thanh Nam, Bảo Chung, Hữu Châu                                                         | Với sự tham gia của Thanh Nam, Bảo Chung, Hữu Châu                                                         |
| 1997 | Vở hài: Ông số một                   | Với sự tham gia của Thanh Nam, Bảo Chung, Hữu Châu                                                         | Với sự tham gia của Thanh Nam, Bảo Chung, Hữu Châu                                                         |
| 1997 | Vở hài: Mộng tinh tinh               | Với sự tham gia của Thanh Nam, Hồng Tơ, Hồng Vân,... Vở hài thuộc bộ Thanh Nam Tếu số 21                   | Với sự tham gia của Thanh Nam, Hồng Tơ, Hồng Vân,... Vở hài thuộc bộ Thanh Nam Tếu số 21                   |
| 1997 | Vở hài:Cỡi rồng rồng cỡi             | Với sự tham gia của Thanh Nam, Hồng Tơ, Hồng Vân,... Vở hài thuộc bộ Thanh Nam Tếu số 21                   | Với sự tham gia của Thanh Nam, Hồng Tơ, Hồng Vân,... Vở hài thuộc bộ Thanh Nam Tếu số 21                   |
| 1997 | Vở hài: Cha hại con rồi              | Với sự tham gia của Thanh Nam, Hồng Tơ, Hồng Vân,... Vở hài thuộc bộ Thanh Nam Tếu số 21                   | Với sự tham gia của Thanh Nam, Hồng Tơ, Hồng Vân,... Vở hài thuộc bộ Thanh Nam Tếu số 21                   |
| 1997 | Vở hài: Đồng tịch đồng sàng          | Với sự tham gia của Thanh Nam, Hồng Tơ, Hồng Vân,... Vở hài thuộc bộ Thanh Nam Tếu số 21                   | Với sự tham gia của Thanh Nam, Hồng Tơ, Hồng Vân,... Vở hài thuộc bộ Thanh Nam Tếu số 21                   |
| 1997 | Vở hài: Thằng con lục tổn            | Với sự tham gia của Thanh Nam, Bảo Quốc, Kiều Lan, Tô Kiều Lan, Vân Hà Vở hài thuộc bộ Thanh Nam Tếu số 19 | Với sự tham gia của Thanh Nam, Bảo Quốc, Kiều Lan, Tô Kiều Lan, Vân Hà Vở hài thuộc bộ Thanh Nam Tếu số 19 |
| 1997 | Vở hài: Anh taxi tốt bụng            | Với sự tham gia của Thanh Nam, Bảo Quốc, Kiều Lan, Tô Kiều Lan, Vân Hà Vở hài thuộc bộ Thanh Nam Tếu số 19 | Với sự tham gia của Thanh Nam, Bảo Quốc, Kiều Lan, Tô Kiều Lan, Vân Hà Vở hài thuộc bộ Thanh Nam Tếu số 19 |
| 1997 | Vở hài: Nàng dâu thời đại            | Với sự tham gia của Thanh Nam, Bảo Quốc, Kiều Lan, Tô Kiều Lan, Vân Hà Vở hài thuộc bộ Thanh Nam Tếu số 19 | Với sự tham gia của Thanh Nam, Bảo Quốc, Kiều Lan, Tô Kiều Lan, Vân Hà Vở hài thuộc bộ Thanh Nam Tếu số 19 |
| 1997 | Vở hài: Bốn bức thơ tình             | Với sự tham gia của Thanh Nam, Bảo Quốc, Kiều Lan, Tô Kiều Lan, Vân Hà Vở hài thuộc bộ Thanh Nam Tếu số 19 | Với sự tham gia của Thanh Nam, Bảo Quốc, Kiều Lan, Tô Kiều Lan, Vân Hà Vở hài thuộc bộ Thanh Nam Tếu số 19 |
| 1998 | Đắc kủ trụ vương tân thời            | Với sự tham gia của Bảo Quốc, Phước Sang, Minh Nhí,...                                                     | Với sự tham gia của Bảo Quốc, Phước Sang, Minh Nhí,...                                                     |
| 1998 | Lửa tình đã tắt                      | Ngọc | Với sự tham gia của Vũ Linh, Thoại Mỹ, Ánh Tuyết, Hồng Nga, Diệp Lang,...                                  |
| 1998 | Quan Âm thị kính                     | Vói sự tham gia của Vũ Linh, Tài Linh, Ngọc Giàu                                                           | Vói sự tham gia của Vũ Linh, Tài Linh, Ngọc Giàu                                                           |
| 1999 | Tình yêu và nỗi nhớ                  | Với sự tham gia của Châu Thanh, Phượng Hằng, Linh Vương,...                                                | Với sự tham gia của Châu Thanh, Phượng Hằng, Linh Vương,...                                                |
| 1999 | Vở hài: Tôi bị lừa                   | Tham gia cùng Giang Châu, Nguyên Hạnh                                                                      | Tham gia cùng Giang Châu, Nguyên Hạnh                                                                      |
| 1999 | Vở hài: Ngưu đầu mã diện thời đại    | Tham gia cùng Giang Châu, Nguyên Hạnh                                                                      | Tham gia cùng Giang Châu, Nguyên Hạnh                                                                      |
| 1999 | Tình yêu thời di động                | Với sự tham của Bảo Quốc, Bảo Chung, Thanh Nam, Hồng Nga,..                                                | Với sự tham của Bảo Quốc, Bảo Chung, Thanh Nam, Hồng Nga,..                                                |
| 1999 | Tình gần tình xa                     | Với sự tham gia của Vũ Linh, Tài Linh , Thanh Nguyệt                                                       | Với sự tham gia của Vũ Linh, Tài Linh , Thanh Nguyệt                                                       |
| 2000 | Không Bán Tình Em                    | Hai Béo | vũ linh, tài linh, bảo quốc, diệp lang, linh tâm, cẩm thu                                                  |

Truyền thuyết tình yêu với NSƯT Vũ Linh
Tướng cướp bạch hải đường với NSƯT Vũ Linh, Kim Tử Long, Linh Tâm
Duyên kiếp với NSƯT Kim Tử Long, NSƯT Thoại Mỹ
Tiếng trống Mê Linh với NSND Thanh Tuấn, NSƯT Thanh Sang.
Tấm cám với NSƯT Vũ Linh, Phượng Mai, Hồng Nga.
Đời cô Lựu với Ngân Tuấn, NSƯT Thoại Mỹ
- Dương Quý Phi với NSƯT Vũ Luân, NSƯT Ngọc Huyền
- Thanh xà bạch xà
- Xử án bàn quý phi
- Lâm sanh xuân nương
- Hoàn châu cách cách
- Lan và Điệp với NSƯT Thanh Kim Huệ, Chí Tâm, NSƯT Thanh Điền....
- Hàn Mạc Tử
- Dương quý phi
- Xử án phi giao
- Áo cưới trước cổng chùa với NSND Thanh Ngân, Ngân Quỳnh
- Câu thơ yên ngựa với NSƯT Trường Sơn, NSND Thanh Ngân
- Bên cầu dệt lụa
- Người đẹp Bạch Hoa Thôn
- Giọt lệ cố nhân
- Tứ tử Đăng Khoa
- Một kiếp đọa đày
- Xử án Trần Thế Mỹ
- Cho trọn tình đầu
- Nỗi oan hoàng hậu
- Lòng người đen bạc
- Bà Tám Điệu

## Các tiết mục trình diễn trên sân khấu hải ngoại

### Trung tâm Thúy Nga
| STT | Tiết mục                                                 | Thể hiện với                                                                 | Chương trình       | Năm  |
| --- | -------------------------------------------------------- | ---------------------------------------------------------------------------- | ------------------ | ---- |
| 1   | Kịch: Muộn Màng (Trường Giang)                           | Chí Tài, Hoài Linh, Trường Giang                                             | Paris By Night 119 | 2016 |
| 2   | Cải lương: Duyên Kiếp (Hoàng Song Việt)                  | Phi Nhung, Hương Thủy, Kim Tiểu Long                                         | Paris By Night 122 | 2017 |
| 3   | Hài kịch: Tết Quê (Trung Dân)                            | Chí Tài, Trung Dân, Hoài Tâm, Quỳnh Hương                                    | Paris By Night 124 | 2018 |
| 4   | Hài kịch: Tiệm Trà Náo Nhiệt (Minh Dự)                   | Hoài Linh, Văn Ruy, Minh Dự, Phương Loan                                     | Paris By Night 138 | 2025 |
| 5   | Trích đoạn cải lương: Bà Huyện Xử Án (Hữu Lộc, Kha Tuấn) | Hương Lan, Phương Hồng Thủy, Minh Nhí, Huỳnh Tiến Khoa, Tuấn Châu, Hoài Linh | Paris By Night 138 | 2025 |

## Danh sách chương trình truyền hình
- HLV Đường đến danh ca vọng cổ mùa 2
- HLV Chuông vàng vọng cổ 2022
- Giám khảo Nghệ sĩ thần tượng
- Giám khảo Thử tài siêu nhí
- Giám khảo Tài tử tranh tài
- Giám khảo Bông lúa vàng
- Giám khảo Tài tử miệt vườn
- Giám khảo khách mời Sao nối ngôi
- Giám khảo khách mời Kịch cùng bolero
- Gameshow:Ký ức vui vẻ, Kỳ tài thách đấu, Ơn giời cậu đây rồi, Vang bóng một thời...
- Và nhiều chương trình truyền hình khác